# Ryan Fenech
Ryan Fenech (Ħamrun, 20 aprile 1986) è un ex calciatore maltese, di ruolo centrocampista.

## Carriera

### Club
Fenech inizia a giocare negli Ħamrun Spartans, dove milita per otto anni, inframezzati dal prestito allo Sliema Wanderers nel 2009. Nel 2011 viene ceduto al Valletta, per poi ritornare in prestito agli Wanderers. L'anno dopo ritorna ai White Warriors.

### Nazionale
Dopo aver militato nell'Under-21, nel 2008 esordisce con la nazionale maggiore.

## Palmarès

### Club

#### Competizioni nazionali
- Campionato maltese: 1

Valletta: 2013-2014
- Coppa di Malta: 1

Valletta: 2013-2014
- Supercoppa di Malta: 1

Valletta: 2012